# Medialuna ancietae
Medialuna ancietae is een straalvinnige vissensoort uit de familie van loodsbaarzen (Kyphosidae). De wetenschappelijke naam van de soort is voor het eerst geldig gepubliceerd in 1987 door Chirichigno F..